# 東達勒姆 (紐約州)
東達勒姆（英語：East Durham）是位於美國紐約州格林縣的普查規定居民點。

## 人口
根據2020年美國人口普查的數據，東達勒姆的面積為8.92平方千米，皆為陸地。當地共有人口466人，而人口密度為每平方千米52.24人。